# نیمی خدایی و نیمی شیطانی
نیمی خدایی و نیمی شیطانی (چینی: 天龍八部، پین‌یین: Tian Long Ba Bu، انگلیسی: Demi Gods & Semi Devils) نام سریالی تلویزیونی است که در سال ۲۰۰۳ در شبکه سی‌سی‌تی‌وی چین پخش شد. دارای ۴۰ قسمت و با بازی هو جون، جیمی لین و گائو هو و به تهیه‌کنندگی جانگ جی جونگ است. سریال نیمی خدایی و نیمی شیطانی بر گرفته از رمان جین یونگ با همین نام است و یک سریال در سال ۲۰۲۱ نیز مطابق با رمان جین یونگ با همین نام ساخته شده است.

## بازیگران
- هو جون در نقش چیائو فِنگ
- جیمی لین در نقش دوئن یو
- گائو هو در نقش شو جو
- لیو ییفئی در نقش وانگ یو یان
- لیو تائو در نقش آ جو
- چن هائو در نقش آ زی
- شیو چینگ در نقش مو رونگ فو
- کریستی چانگ در نقش کانگ مین
- تونگ جن جونگ در نقش دوئن جِنگ چون
- جی چون خوآ در نقش دوئن یوئن چینگ
- ما یو که در نقش یو تان جی
- جیانگ شین در نقش مو وان چینگ

- تهیه کننده: جانگ جی جونگ
- کارگردانان: یو مین، جو جوئه لیانگ، جو شیائو وِن
- نویسنده نمایش تلویزیونی: چن ئی شینگ
- موسیقی: جائو جی پینگ

## خلاصه سریال
ماجرای فیلم دربارهٔ سه شخصیت، رئیس گروه گدایان چیائو فونگ، شاهزاده دالی دوئن یو و راهب شائولین شی جو است.
چیائو فونگ (که بعداً شیائو فونگ نامیده می‌شود) یک مبارز خیلی خوب و همچنین شهرت بسیار زیادی داشت با گفتگو عامیانه «در شمال چیائو فونگ و در جنوب مو رونگ». وقتی او می‌فهمه که یک چیدان است، مجبور می‌شود که ریاست گروه را رها کند. چیائو فونگ می‌خواست تا انتقامش را از کسی که والدینش را کشتن بگیرد. او دوئن یو را ملاقات می‌کند که یک شاهزاده از دالی است، و آن‌ها با هم بردار پیمانی می‌شوند. استاد و ناپدری و مادری او کشته می‌شوند و مردم او را متهم می‌کنند.
در طی سفرش برای پیدا کردن قاتل، آ جو را ملاقات می‌کند و عاشق او می‌شود. آن‌ها از طریق خانم ما می‌فهمند که دوئن جنگ چون پدر دوئن یو، همان قاتل است. وقتی چیائو فونگ می‌خواست دوئن جنگ چون را بکشد، آ جو فهمید که دختر دوئن هست. آ جو نمی‌خواست چیائو فونگ پدرش را بکشد برای همین به شکل پدرش تغییر قیافه داد؛ و این باعث شد چیائو فونگ تصادفاً او را بکشد. قبل از این که آ جو بمیرد از چیائو فونگ خواست که از خواهرش آ زی مراقبت کند.
آ زی یک دختر شر بود که عمیقاً چیائو فونگ را دوست داشت. یو تان جی می‌خواست از چیائو فونگ بخاطر کشتن پدرش انتقام بگیرد؛ و همچنین او آ زی را در اولین نگاه دوست داشت و مشتاق خدمت کردن به او بود. در حادثه‌ای آ زی به خاطر این که استادش به طرف چشم او مقداری سم پرتاب کرد کور شد. یو تان جی مایل بود که چشم‌هایش را به آ زی بدهد تا دوباره او بتواند ببیند.
دوئن یو شاهزاده دالی بود و از آن موقعی که مجسمه وانگ یو یان را در غار دید عاشقش شده بود. او کونگ فو پر قدرتی را در غار یادگرفت. در ابتدا او عاشق مو وان چینگ بود، ولی آن‌ها فهمیدن که با هم برادر و خواهر هستند. او بعداً وانگ یو یان را ملاقات کرد و عاشقش شد ولی او فقط پسر خاله‌اش مو رونگ فو را دوست داست. بالاخره وانگ یو یان فهمید که پسر خاله‌اش فقط در فکر پادشاه شدن است و اصلاً به او توجه نمی‌کند بنابراین با دوئن یو همراه شد.
شی جو یک راهب درست کار و مؤدب شائولین و هم خیلی ضعیف بود و نمی‌توانست مبارزه کند. او بطور تصادفی برنده مسابقه شطرنج شد و نیروی زیادی از یک مرد پر قدرت دریافت کرد. در طول سفر او با لائو لائو و لی چیو شویی برخورد و از آن‌ها کونگ فو یادگرفت. لائو لائو و لی چیو شویی از همدیگر عمیقاً تنفر داشتند و در آخر هر دو به خاطر انتقام مردند. لائو لائو شی جو را به شی‌ها برد و او را مجبور کرد که گوشت بخورد و عاشق یک دختر شود. بعد از اینکه او مُرد شی جو با آن دختر ازدواج کرد.